# Partido de la Independencia de Corea
El Partido de la Independencia de Corea (en coreano: 한국독립당; tl. Hanguk Doglib Dang) fue un partido político en Corea del Sur.

## Historia
El partido fue fundado en Shanghái, China, por Kim Koo en 1928, ligado a una facción conservadora del Gobierno Provisional de la República de Corea liderado por Kim. Cuando Kim regresó a Corea en 1945, el partido inició operaciones en el país. Kim inicialmente tuvo el apoyo de  Syngman Rhee, pero una disputa sobre la celebración de elecciones separadas en Corea del Sur (Kim se oponía y Rhee estaba a favor) causó una división y el partido no participó en las elecciones de la Asamblea Constituyente de 1948 en Corea del Sur. Sin embargo, Kim fue candidato del partido en las elecciones presidenciales indirectas en julio del mismo año perdiendo ante Rhee.
Cuando Kim fue asesinado en 1949, el partido entró en declive. Participó en las elecciones legislativas de 1950, pero recibió el 0.3% de los votos no pudiendo ganar ningún escaño en la Asamblea Nacional; recibiría el mismo número de votos en las elecciones legislativas de 1960 volviendo a quedar sin ganar escaños. El Partido de la Independencia nominó a Chon Chin-han como su candidato en las elecciones presidenciales de mayo de 1967; Chon quedó en quinto lugar entre los 6 candidatos con el 2.1% de los votos. Tras incrementar sus votos al 2.2% en las elecciones legislativas de junio de 1967, el partido tampoco volvió a ganar escaños y se disolvió en 1970.